# Альфонсо, Роберт
Роберт Альфонсо Асеа (исп. Robert Alfonso Acea; род. 11 ноября 1986, Гавана, Куба) — кубинский боксёр-профессионал, выступающий в тяжёлой весовой категории. Участник Олимпийских игр (2008), чемпион Панамериканских игр (2007) в любителях.
Среди профессионалов бывший чемпион Южного региона по версии USBA (2017—2020) в тяжёлом весе.
Лучшая позиция по рейтингу BoxRec — 76-я (сентябрь 2019) и являлся 3-м среди кубинских боксёров тяжёлой весовой категории, — входя в ТОП-80 лучших тяжеловесов всего мира.

## Любительская карьера
В июне 2004 года стал бронзовым призёром на чемпионате мира среди юниоров в Чеджу (Республика Корея), в весе до 91 кг, где он в четвертьфинале победил француза Невфель Уата, но в полуфинале уступил россиянину Евгению Романову.
В июле 2007 года стал чемпионом Панамериканских игр в Рио-де-Жанейро, победив в полуфинале бразильца Антониу Рожериу Ногейра (4:0) и в финале колумбийца Оскара Риваса (8:4).
В августе 2008 года участвовал в XXIX Олимпийских играх в Пекине, но в 1/8 финала проиграл со счётом 3:5 украинцу Вячеславу Глазкову.
В любителях побеждал таких известных боксёров как: Энди Руис, Майкл Хантер, Оскар Ривас, и в полуфинале чемпионата Кубы 2008 года даже Луиса Ортиса.

## Профессиональная карьера
На профессиональном ринге Роберт Альфонсо дебютировал 7 декабря 2012 года, победив единогласным решением судей американца Роберта Мюррея (0-1).
Часто присутствует в тренеровочном лагере чемпиона мира Деонтея Уайлдера и является одним из его главных спарринг-партнеров.
7 марта 2020 года в Нью-Йорке досрочно техническим нокаутом в 1-м же раунде проиграл опытному пуэрто-риканскому нокаутёру Карлосу Негрону (20-3, 16 КО).

## Статистика профессиональных боёв
В таблице перечислены результаты всех поединков боксёров.
В каждой строке указан результат поединка. Дополнительно номер поединка обозначен цветом, который обозначает итог поединка. Расшифровка обозначений и цветов представлена в нижеследующей таблице.
| Пример | Расшифровка                     |
| ------ | ------------------------------- |
|        | Победа                          |
|        | Ничья                           |
|        | Поражение                       |
|        | Планируемый поединок            |
|        | Поединок признан несостоявшимся |
| КО     | Нокаут                          |
| ТКО    | Технический нокаут              |
| PTS    | Решение судей (по очкам)        |
| UD     | Единогласное решение судей      |
| MD     | Решение большинства судей       |
| SD     | Раздельное решение судей        |
| RTD    | Отказ от продолжения боя        |
| DQ     | Дисквалификация                 |
| NC     | Поединок признан несостоявшимся |

| 21 поединок, 19 побед (9 нокаутом), 1 ничья, 1 поражение. | 21 поединок, 19 побед (9 нокаутом), 1 ничья, 1 поражение. | 21 поединок, 19 побед (9 нокаутом), 1 ничья, 1 поражение. | 21 поединок, 19 побед (9 нокаутом), 1 ничья, 1 поражение. | 21 поединок, 19 побед (9 нокаутом), 1 ничья, 1 поражение. | 21 поединок, 19 побед (9 нокаутом), 1 ничья, 1 поражение. | 21 поединок, 19 побед (9 нокаутом), 1 ничья, 1 поражение.                                             |
| Бой                                                       | Рекорд                                                    | Дата боя                                                  | Соперник                                                  | Место проведения боя                                      | Раундов, время                                            | Дополнительно                                                                                         |
| --------------------------------------------------------- | --------------------------------------------------------- | --------------------------------------------------------- | --------------------------------------------------------- | --------------------------------------------------------- | --------------------------------------------------------- | --- |
| 21                                                        | 19-1-1                                                    | 7 марта 2020                                              | Карлос Негрон (20-3)                                      | Барклайс-центр, Бруклин, Нью-Йорк, США                    | TKO 1 (8), 2:03                                           | |
| 20                                                        | 19-0-1                                                    | 3 августа 2019                                            | Стивен Лайонс (5-4)                                       | Bobby Miller Center, Таскалуса, Алабама, США              | TKO 3 (6), 2:59                                           | |
| 19                                                        | 18-0-1                                                    | 18 мая 2019                                               | Яго Киладзе (26-4)                                        | Барклайс-центр, Бруклин, Нью-Йорк, США                    | SD 8 (8)                                                  | Счёт: 77-75, 76-76, 75-77.                                                                            |
| 18                                                        | 18-0                                                      | 15 февраля 2019                                           | Рэй Остин (29-8-4)                                        | Tuscaloosa Rivermarket, Таскалуса, Алабама, США           | UD 6 (6)                                                  | Счёт: 60-54 (трижды).                                                                                 |
| 17                                                        | 17-0                                                      | 22 сентября 2018                                          | Родни Мур (18-16-2)                                       | Корпус-Кристи, Техас, США                                 | RTD 6 (8), 3:00                                           | |
| 16                                                        | 16-0                                                      | 25 мая 2018                                               | Майк Биссетт (14-10-1)                                    | Таскалуса, Алабама, США                                   | KO 2 (8), 1:13                                            | |
| 15                                                        | 15-0                                                      | 14 апреля 2018                                            | Куинси Палмер (10-8)                                      | Тексаркана, Арканзас, США                                 | TKO 2 (6), 1:22                                           | |
| 14                                                        | 14-0                                                      | 29 декабря 2017                                           | Дион Ронни Хейл (3-8)                                     | Александрия, Луизиана, США                                | UD 6 (6)                                                  | Счёт: 59-55 (трижды).                                                                                 |
| 13                                                        | 13-0                                                      | 11 августа 2017                                           | Джейсон Бергман (26-14-2)                                 | Таскалуса, Алабама, США                                   | UD 10 (10)                                                | Счёт: 99-90 (трижды). Завоевал вакантный титул чемпиона Южного региона по версии USBA в тяжёлом весе. |